# Estação Ferroviária de Caíde
A estação ferroviária de Caíde (nome anteriormente grafado como "Cahide"), é uma interface da Linha do Douro, que serve a freguesia de Caíde de Rei, no concelho de Lousada, em Portugal. Foi inaugurada em 20 de Dezembro de 1875.

## Descrição

### Localização e acessos
A estação situa-se no Lugar da Estação dos Caminhos de Ferro, distando quase dois quilómetros da localidade epónima.

### Infraestrutura
Esta interface apresenta sete vias de ciculação, identificadas como I, II, III, IV, II+A, e III+A, com comprimentos entre os 209 e 580 m; as três primeiras são acessíveis por plataforma, tendo estas 283 m e 219 m de comprimento e 90 cm de altura; existe ainda uma via secundária, identificada como G2, com apenas 78 m; todas estas vias estão eletrificadas em toda a sua extensão. O edifício de passageiros situa-se do lado nordeste da via (lado esquerdo do sentido ascendente, para Barca d’Alva).
A estação de Caíde, situada que está imediatamente contígua ao portal poente do Túnel de Caíde, é um importante ponto de câmbio nas características da via férrea e do seu uso:
| característica | descendente | descendente | ascendente | ascendente         |
| -------------- | ----------- | ----------- | ---------- | ------------------ |
| vias           | Ermesinde   | via dupla   | via única  | Pocinho            |
| velocidade     | Ermesinde   | 90-120 km/h | 50-90 km/h | Pocinho            |
| circulação     | Ermesinde   | central     | local      | Pocinho            |
| reg. expl.     | Ermesinde   | RCAP        | RCI        | Marco de Canaveses |
| carga máxima   | Ermesinde   | D4          | D2         | Régua              |
| compr. máx.    | Ermesinde   | 520 m       | 335 m      | Régua              |
| comunicações   | Ermesinde   | rádio       | GSM-P      | Marco de Canaveses |

### Serviços
Em dados de 2023, esta interface é servida por comboios de passageiros da C.P. de tipo urbano no serviço “Linha do Marco”, tipicamente com 19 circulações diárias em cada sentido entre Porto-São Bento e Marco de Canaveses, e de tipo regional, com uma circulação diária em cada sentido entre Porto-São Bento e Régua.

## História

### Século XIX
O lanço da Linha do Douro entre Caíde e Penafiel entrou ao serviço em 20 de Dezembro de 1875. O troço seguinte, até ao Juncal, foi inaugurado em 15 de Setembro de 1878.

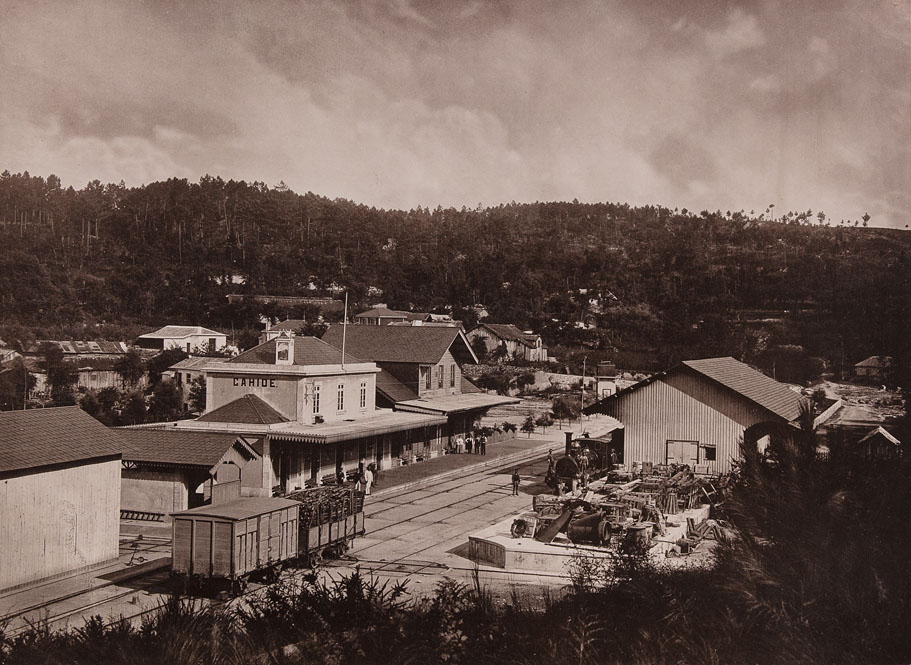
A estação de Caíde, no final da década de 1880

Em Janeiro de 1899, foi aberto um inquérito administrativo, para apresentar ao público os projectos ferroviários dos Planos das Redes Complementares ao Norte do Mondego e Sul do Tejo, tendo uma das novas linhas sido a do Tâmega, de via estreita, prevendo-se então que iria ter o seu início em Caíde.

### Século XX
Em 1913, a estação era servida por uma carreira de diligências até Felgueiras, Lixa e Celorico de Basto.
Em 1 de Novembro de 1926, a Gazeta dos Caminhos de Ferro noticiou que o governo já tinha aprovado um projecto para a ampliação da estação, orçado em 45.000$000. Em 11 de Maio de 1927, os Caminhos de Ferro do Estado foram integrados na Companhia dos Caminhos de Ferro Portugueses, que passou a explorar as antigas linhas do estado, incluindo a do Douro.
Em 1933, a Comissão Administrativa do Fundo Especial de Caminhos de Ferro aprovou a realização de diversas obras nesta estação, como muros de vedação e cancelas. Em 1 de Março de 1934, a Gazeta informou que a Direcção-Geral de Caminhos de Ferro tinha aberto um concurso para o calcetamento do pátio exterior, e em 1 de Abril desse ano noticiou que a Comissão do Fundo Especial tinha autorizado a pavimentação da plataforma de parte do passeio exterior ao edifício da estação. Também em 1934, estação foi alvo de obras de ampliação por parte da Companhia dos Caminhos de Ferro Portugueses.
Em 16 de Maio de 1935, a Gazeta reportou que a Companhia dos Caminhos de Ferro Portugueses tinha concluído as obras de remodelação e ampliação, que consistiram na construção de um novo cais coberto e de um pequeno cais descoberto para descarga de viaturas, instalação de uma nova via férrea e remodelação das já existentes, e o calcetamento do pátio exterior.
Em 29 de Junho de 1945, a locomotiva de um comboio de mercadorias entre Porto - Campanhã e Régua descarrilou em Caíde, tendo causado grandes estragos materiais. A estação participou no XIII Concurso das Estações Floridas, em 1954, tendo recebido uma menção honrosa.
Na década de 1990, o Gabinete do Nó Ferroviário do Porto executou um programa de modernização das linhas férreas suburbanas do Porto, incluindo a do Douro, onde foi instalada sinalização electrónica entre Caíde e Ermesinde. Em Setembro de 1995, iniciou-se a elaboração do projecto de remodelação entre Cête e Caíde, e em Dezembro desse ano ficou concluído o estudo prévio para a remodelação do lanço entre o Porto e Marco de Canaveses, que contemplava a duplicação da via férrea de Ermesinde a Caíde. No âmbito deste programa, também ficou previsto o prolongamento da sinalização electrónica até à Régua.

### Século XXI
Entre Março de 2000 e Setembro de 2002, esta interface foi alvo de profundas obras de remodelação, no âmbito do projecto de modernização do troço entre Caíde e Penafiel; esta intervenção, com o custo aproximado de 1 550 000 euros, contemplou a ampliação do edifício de passageiros e a construção de uma área técnica, uma passagem inferior para peões, vários muros de suporte, e coberturas nos cais de passageiros. Em Janeiro de 2011, esta interface dispunha de quatro vias de circulação, com 958 a 244 m de comprimento; as plataformas tinham todas 230 m de extensão, e 90 cm de altura — valores mais tarde ampliados para os atuais.

Foi o término provisório do serviço da CP Porto “Linha do Marco” até julho de 2019, quando a eletrificação foi expandida até Marco de Canaveses.